# Университетский городок в Каракасе
Университетский городок в Каракасе (исп. Ciudad Universitaria de Caracas) — главный кампус 
 Центрального университета Венесуэлы (Universidad Central de Venezuela), расположен в районе Сан-Педро муниципалитета Либертадор в Каракасе, Венесуэла. Городок был построен по проекту венесуэльского архитектора Карлоса Рауля Вильянуэва и считается шедевром современной архитектуры и городского планирования. С 2000 года входит в список  Всемирного наследия ЮНЕСКО.  
Кампус построен на месте древней  Асьенда Ибарра  (Hacienda Ibarra), которая когда-то принадлежала семье Симона Боливара на границе новых районов города, с которыми граничит в районе площади Венесуэлы. В процессе постройки был осуществлен большой проект перепланировки города. Администрация президента Исайаса Медины Ангарита выкупила в 1942 году асьенду с целью увеличения территории университета, предоставив Вильянуэве возможность осуществления этого большого проекта. Комплекс занимает площадь около 2 км² и включает 40 зданий, он считается одним из лучших воплощений архитектуры стиля модерн в Латинской Америке.
При сооружении университетского городка Вильянуэва сотрудничал с многими известными архитекторами из разных стран мира, которые предоставляли свои работы, и руководил проектом в течение более 25 лет. К середине 1960-х годов, из-за плохого здоровья Карлос Рауль Вильянуэва оставил несколько последних зданий на стадии проекта.

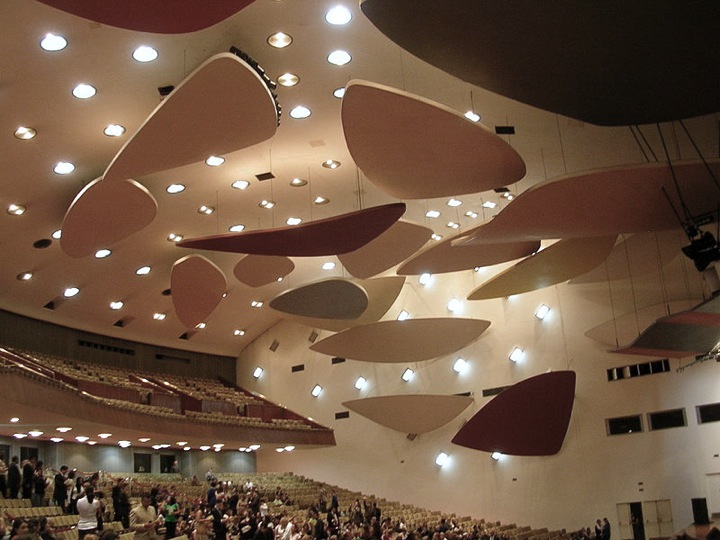
Aula Magna, «Облака» работы Александера Кальдера, США
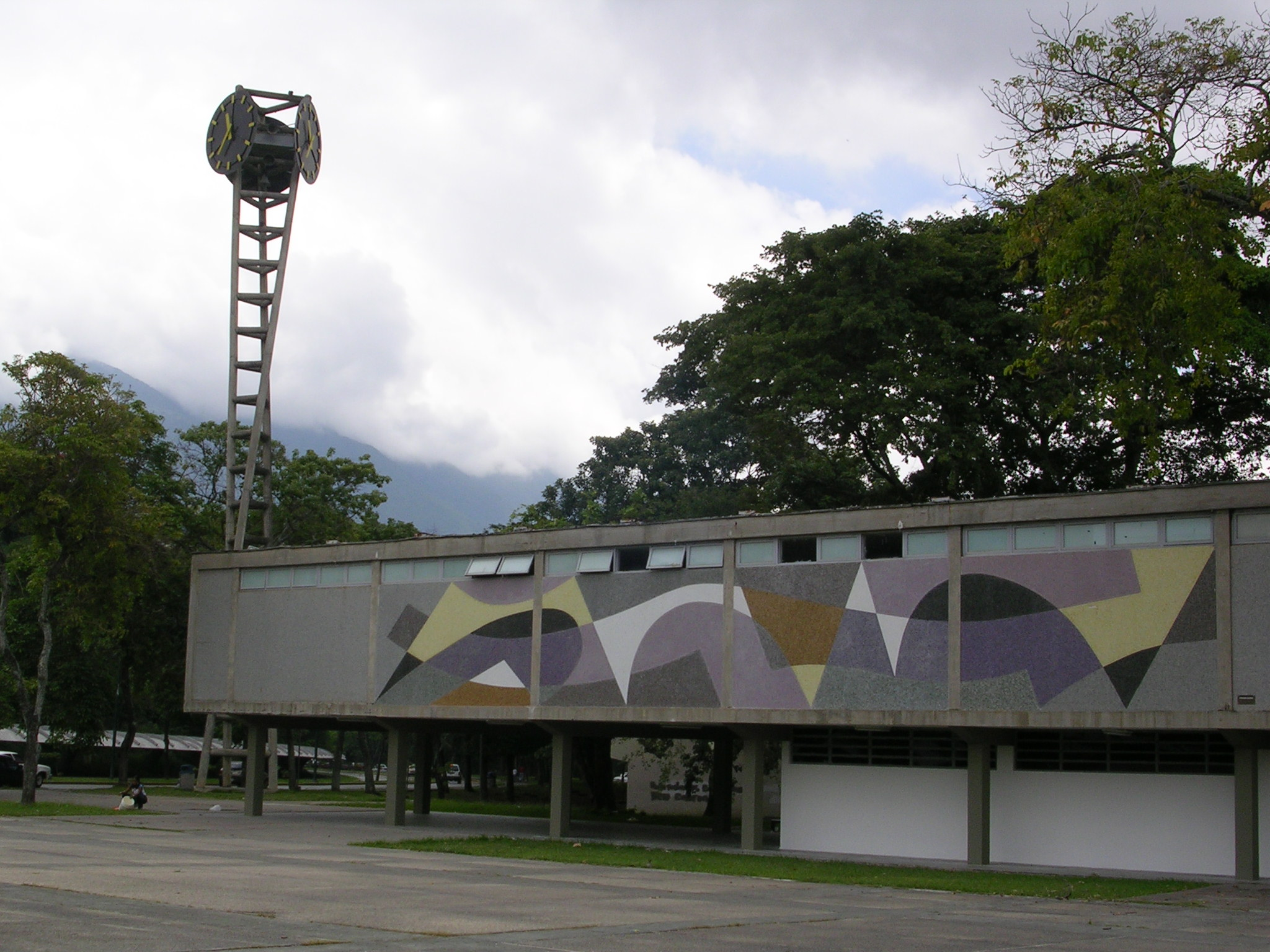
Часы работы Хуана Оталоа и мозаика работы Армандо Барриоса, Венесуэла
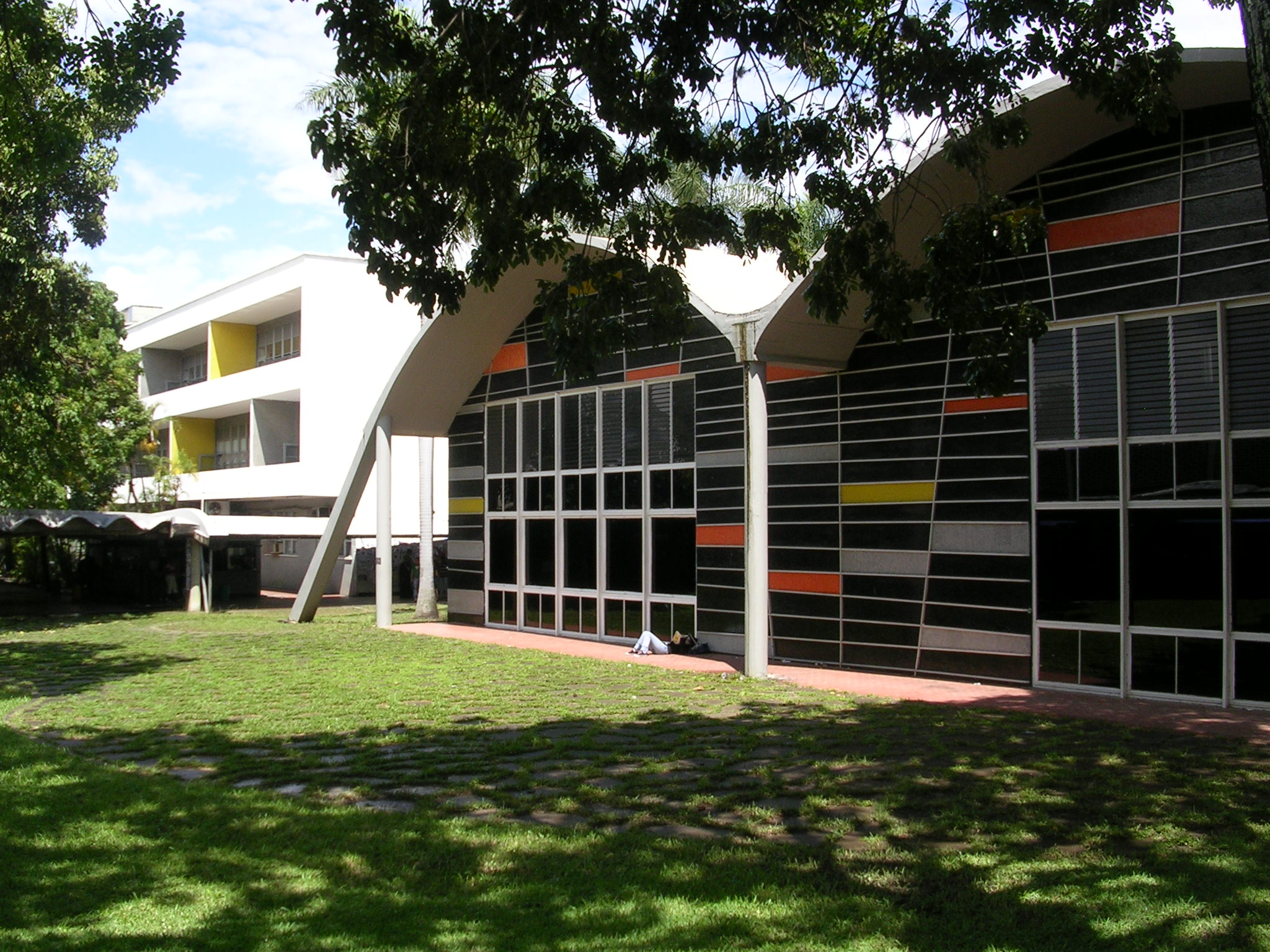
Здание Инженерного факультета работы Алехандро Отеро, Венесуэла
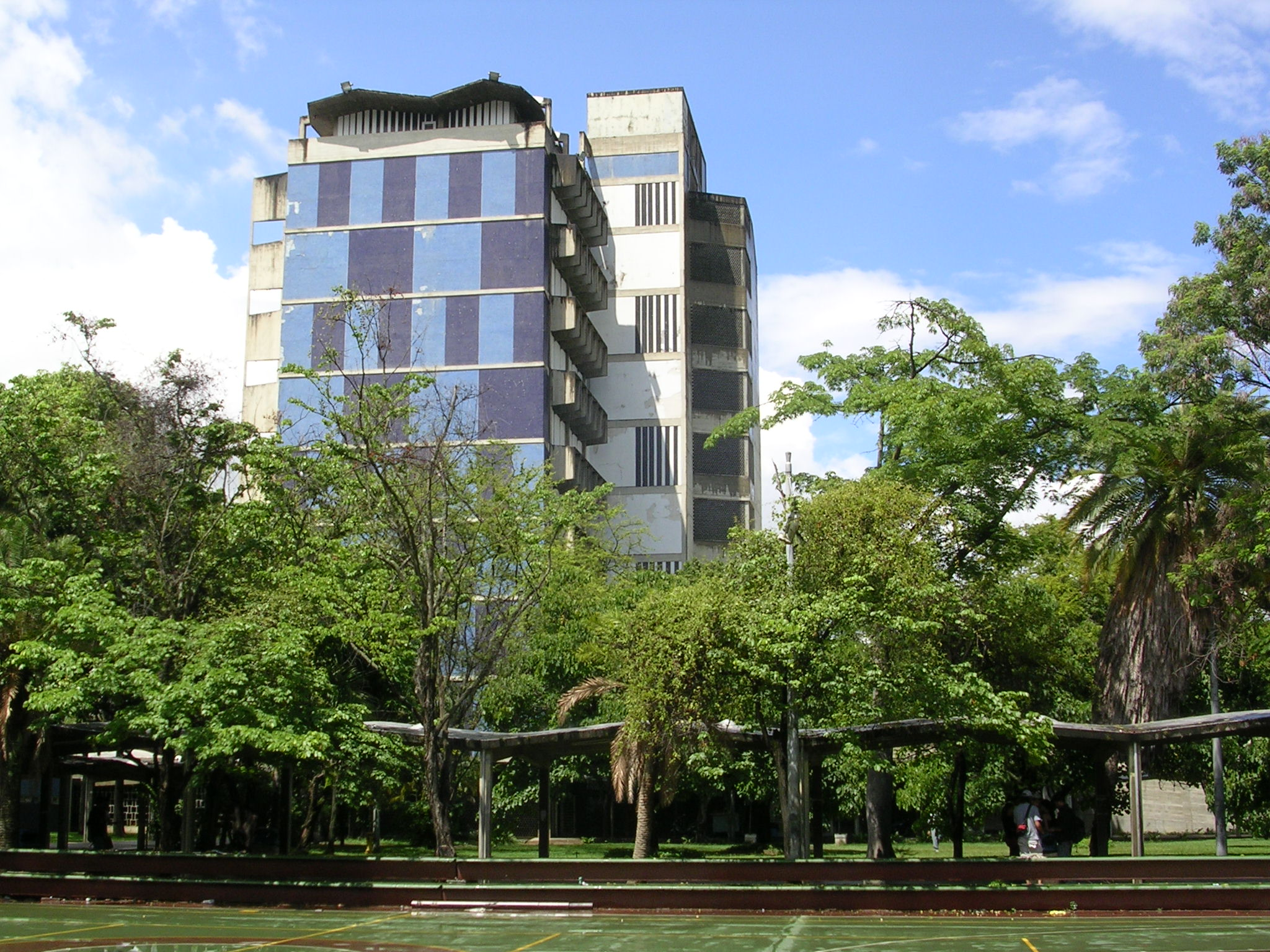
Здание Архитектурного факультета работы Алехандро Отеро, Венесуэла
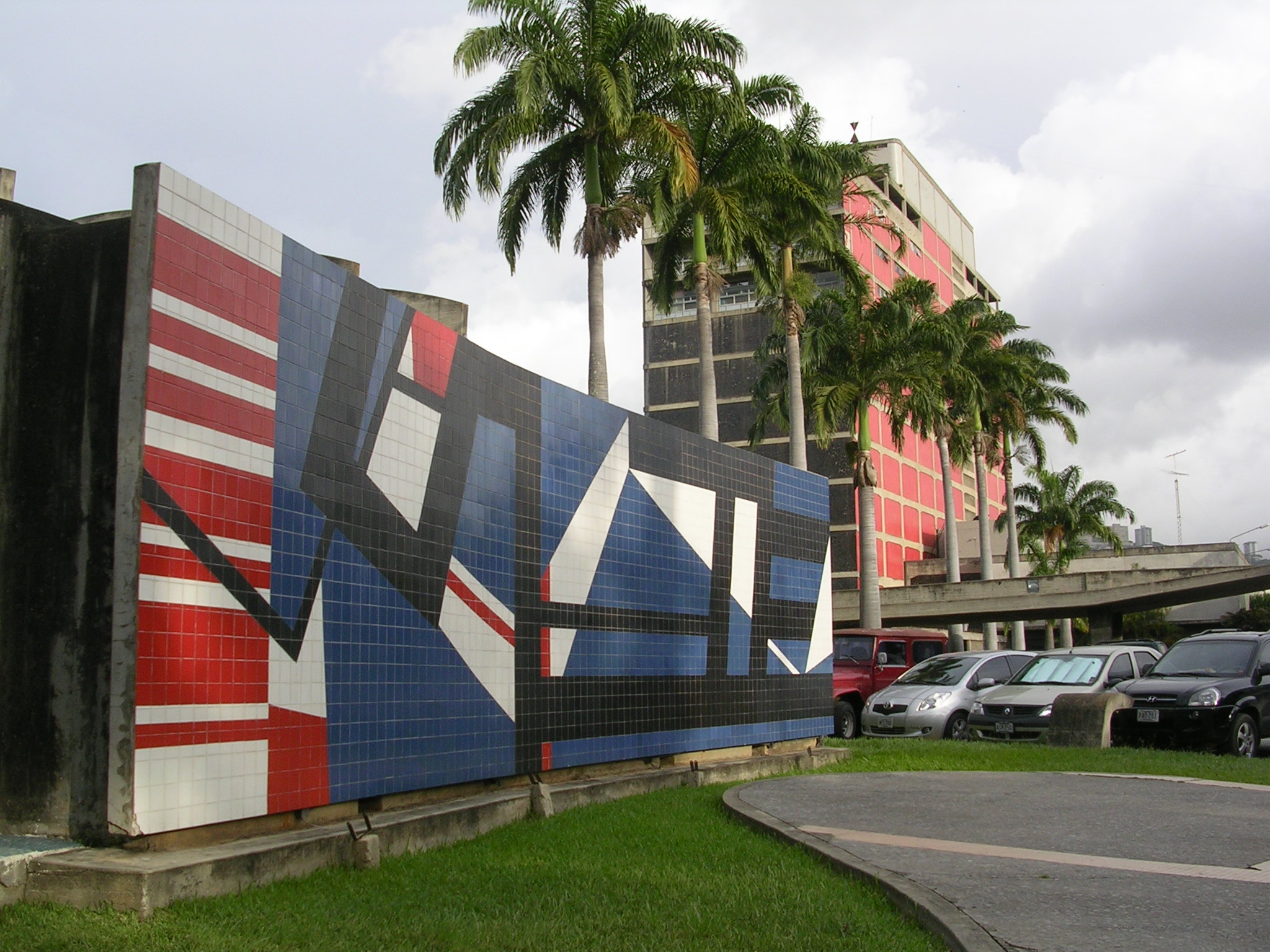
Мозаика работы Маттео Манауре, Венесуэла